# Loriculus sclateri
El lorículo de las Sula (Loriculus sclateri) es una especie de ave psitaciforme de la familia Psittaculidae endémica de las Islas Banggai y Sula, pertenecientes a Indonesia.

## Taxonomía
El lorículo de las Sula en ocasiones fue considerado una subespecie del lorículo amable, pero en la actualidad se consideran especies separadas basándose en sus plumajes diferentes y distinto tamaño (14 cm de largo en el caso del lorículo de las Sula frente a los 11 cm del amable). Se reconocen dos subespecies la nominal presente en las islas Sula y L. s. ruber en las Banggai.

## Descripción
Ambas subespecies tienen el plumaje principalmente verde con rojo en la garganta, el obispillo, la parte superior de la cola y el borde de las alas, pero se diferencian en la coloración del manto que es amarillento y anaranjado con algo de rojo en el centro en L. s. sclateri, mientras que es rojo con un estrecho borde anaranjado en L. s. ruber. Además el rojo de la zona del obispillo y cola es más intenso en L. s. ruber que en L. s. sclateri. Su pico es negro. El iris de los machos es amarillo claro, mientras que el de las hembras es castaño.